# Campeonato Mundial de Piragüismo en Eslalon de 2023
El XLIII Campeonato Mundial de Piragüismo en Eslalon se celebró en Londres (Reino Unido) entre el 19 y el 24 de septiembre de 2023 bajo la organización de la Federación Internacional de Piragüismo (ICF) y la Federación Británica de Piragüismo.
Las competiciones se realizaron en el canal de piragüismo en eslalon del Centro de Aguas Bravas Lee Valley, ubicado cerca de la localidad de Waltham Cross, al norte de la capital británica.

## Medallistas

### Masculino
| Evento                 | Oro                                                                  | Plata                                                     | Bronce                                                                  |
| ---------------------- | -------------------------------------------------------------------- | --------------------------------------------------------- | ----------------------------------------------------------------------- |
| K1 individual (23.09)  | Joseph Clarke Reino Unido 91,32 pts.                                 | Jiří Prskavec · República Checa · 93,26 pts.              | Mathis Soudi Marruecos 93,91 pts.                                       |
| C1 individual (22.09)  | Benjamin Savšek Eslovenia 97,40                                      | Nicolas Gestin Francia 98,58                              | Paolo Ceccon · Italia · 98,90                                           |
| K1 por equipos (19.09) | Jiří Prskavec · Vít Přindiš · Jakub Krejčí · República Checa · 91,76 | Boris Neveu Titouan Castryck Benjamin Renia Francia 92,99 | Mateusz Polaczyk · Michał Pasiut · Dariusz Popiela · Polonia · 95,23    |
| C1 por equipos (19.09) | Nicolas Gestin Jules Bernardet Lucas Roisin Francia 99,17            | Adam Burgess Ryan Westley James Kettle Reino Unido 99,20  | Roberto Colazingari · Raffaello Ivaldi · Paolo Ceccon · Italia · 100,31 |

### Femenino
| Evento                 | Oro                                                              | Plata                                                                           | Bronce                                                            |
| ---------------------- | ---------------------------------------------------------------- | ------------------------------------------------------------------------------- | ----------------------------------------------------------------- |
| K1 individual (23.09)  | Jessica Fox Australia 103,60 pts.                                | Eliška Mintálová · Eslovaquia · 104,73 pts.                                     | Klaudia Zwolińska · Polonia · 105,00 pts.                         |
| C1 individual (22.09)  | Mallory Franklin Reino Unido 108,05                              | Kimberley Woods Reino Unido 108,47                                              | Jessica Fox Australia 108,94                                      |
| K1 por equipos (19.09) | Jessica Fox Noemie Fox Kate Eckhardt Australia 108,52            | Maialen Chourraut · Laia Sorribes · Olatz Arregui · España · 108,91             | Mallory Franklin Kimberley Woods Phoebe Spicer Reino Unido 109,02 |
| C1 por equipos (19.09) | Mallory Franklin Kimberley Woods Ellis Miller Reino Unido 112,45 | Gabriela Satková · Tereza Fišerová · Tereza Kneblová · República Checa · 114,55 | Eva Alina Hočevar Alja Kozorog Lea Novak Eslovenia 115,32         |

### Eslaloncross
| Evento               | Oro                         | Plata                   | Bronce                 |
| -------------------- | --------------------------- | ----------------------- | ---------------------- |
| K1 masculino (24.09) | Joseph Clarke Reino Unido   | Boris Neveu Francia     | Martin Dougoud · Suiza |
| K1 femenino (24.09)  | Kimberley Woods Reino Unido | Camille Prigent Francia | Eva Terčelj Eslovenia  |

## Medallero
| Núm. | País            | Oro | Plata | Bronce | Total |
| ---- | --------------- | --- | ----- | ------ | ----- |
| 1    | Reino Unido     | 5   | 2     | 1      | 8     |
| 2    | Australia       | 2   | 0     | 1      | 3     |
| 3    | Francia         | 1   | 4     | 0      | 5     |
| 4    | República Checa | 1   | 2     | 0      | 3     |
| 5    | Eslovenia       | 1   | 0     | 2      | 3     |
| 6    | Eslovaquia      | 0   | 1     | 0      | 1     |
| 6    | España          | 0   | 1     | 0      | 1     |
| 8    | Italia          | 0   | 0     | 2      | 2     |
| 8    | Polonia         | 0   | 0     | 2      | 2     |
| 10   | Marruecos       | 0   | 0     | 1      | 1     |
| 10   | Suiza           | 0   | 0     | 1      | 1     |
|      | TOTAL           | 10  | 10    | 10     | 30    |